# Gyranusoidea claripennis
Gyranusoidea claripennis är en stekelart som först beskrevs av Timberlake 1918.  Gyranusoidea claripennis ingår i släktet Gyranusoidea och familjen sköldlussteklar. Inga underarter finns listade i Catalogue of Life.